# Christian Raynaud
Christian Raynaud (19 novembre 1939 - 17 octobre 1993) est un botaniste français qui se spécialisa notamment dans l'étude de la flore de la péninsule Ibérique, des îles Baléares et de l'Afrique du Nord.

## Quelques publications
- 1975 : Argyrocytisus (Maire), in: Bulletin de la Société botanique de France, 121(9): 360
- 1979 : Le genre Genista L. au Maroc: monographie, iconographie, clés de détermination, 52 pp., éd. Institut de Botanique, vol. 28 de Naturalia monspelierensia. Série botanique
- 1985 : Les Orchidées du Maroc, monographie, révision critique, iconographie et clés de détermination. Ed. Société française d'orchidophilie. 117 pp.  (ISBN 2-905734-00-0)
- 1988 : Esquisse pour une mise en place de la flore de la Méditerranée occidentale à partir de certains taxons critiques de la flore marocaine: Helianthemum (Cistaceae) ; Caralluma (Asclepiadaceae) ; Erinacea (Fabaceae) ; Orchidaceae. 348 pp.